# Unterschwelliger Reiz
Unterschwellige Reize („subliminale Stimuli“, [ˈzʊplimiˌnaːl]), gegensätzlich zu überschwelligen Reizen oder „supraliminalen Stimuli“, sind alle sensorischen Reize unter der Wahrnehmungsschwelle. Ein kürzlich durchgeführtes Review funktioneller Magnetresonanztomographie (fMRT) Studien zeigt, dass unterschwellige Reize spezifische Regionen im Gehirn aktivieren, obwohl die Reize von den Versuchspersonen nicht bewusst wahrgenommen wurden. Visuelle Reize werden nur kurz dargeboten, sodass eine Person diese gar nicht bewusst verarbeiten kann. Darauf kann eine Maskierung folgen, welche die Verarbeitung weiter behindern kann. Tonreize werden unter der Hörschwelle oder maskiert von anderen Tönen dargeboten.

## Effektivität
Anwendungen basieren oft auf der Überzeugungskraft der Nachricht. Forschung im Bereich des Priming auf bestimmtes Verhalten hat gezeigt, dass unterschwellige Botschaften nur das Verhalten auslösen, dass die Person bereits vor hatte, auszuführen. Die folgenden Absätze beschreiben spezifische Studien, die die Effektivität von unterschwelligen Reizen untersucht haben.

## Methode
Die Schwelle im Forschungsbereich der unterschwelligen Reize ist das Niveau, bei dem die Versuchsperson nicht die Darbietung des Reizes bemerkt. Die Forscher bestimmen eine Schwelle für den unterschwelligen Reiz, der verwendet wird. Dieser unterschwellige Reiz wird dann zu einem beliebigen Zeitpunkt in der Studie dargeboten und Messungen werden durchgeführt, um die Effekte des Reizes zu bestimmen. Die genaue Operationalisierung hängt vom spezifischen Artikel ab. Die Methoden hängen auch von der Art des unterschwelligen Reizes (auditiv oder visuell) und den abhängigen Variablen ab.

### Objektive Schwelle
Die objektive Schwelle wird durch eine erzwungene-Wahl („forced-choice“) Aufgabe gefunden. Dabei müssen die Versuchspersonen wählen, welchen Reiz sie sahen aus einer Reihe anderer Reize. Versuchspersonen wird ein Reiz kurz dargeboten (zum Beispiel das Wort „Orange“). Danach muss das Wort aus einer Reihe von Distraktoren ausgewählt werden. Versuchspersonen müssen eine Antwort geben („forced-choice“). Die objektive Schwelle ist erreicht, wenn Versuchspersonen alle Antworten gleich verteilt auswählen, sie somit nur geraten haben. Die Länge der Darbietung, die zufällige Auswahl in der erzwungene-Wahl Aufgabe zur Folge hatte, wird später in der Studie für die unterschwelligen Reize verwendet.

### Subjektive Schwelle
Die subjektive Schwelle ist dann erreicht, wenn die Versuchsperson angibt, ihre Entscheidungen bei der erzwungenen-Wahl („forced-choice“) Aufgabe seien in etwa zufällig. Die subjektive Schwelle ist 30 bis 50 ms langsamer als die objektive Schwelle, was zeigt, dass Versuchspersonen fähig sind, Reize früher zu erkennen als ihnen bewusst ist. Reize, die an der subjektiven Schwelle gezeigt werden, haben eine längere Präsentationszeit als Reize, die an der objektiven Schwelle gezeigt werden. In einer Studie zur Wiedererkennung von Farben wurde kein Effekt von Primes nachgewiesen. Je länger jedoch die Dauer des Primes war, desto größer war der Effekt auf das Antwortverhalten. Dies lässt vermuten, dass die Ergebnisse mancher Studien von der Definition von „unterschwellig“ abhängen.

### Direkte und indirekte Maße
Unbewusste Wahrnehmung kann mit direkten und indirekten Maßen der Wahrnehmung demonstriert werden. Direkte Maße verwenden die Antworten auf bestimmte Fragen mit expliziten Instruktionen für die Versuchspersonen. Indirekte Maße sind Antworten die nicht in der Aufgabenstellung an die Versuchspersonen genannt wurden. Beide Maße werden unter vergleichbaren Bedingungen gezeigt, mit Ausnahme der direkten und indirekten Instruktion. Als Beispiel sei die Stroop Aufgabe genannt, bei der Versuchspersonen die Farbe eines Wortes benennen müssen (z. B. das Wort „blau“ in gelber Farbe). Ein direktes Maß ist hier „Genauigkeit“ – die richtige Ausführung der Instruktion. Ein beliebtes indirektes Maß ist „Antwortzeit“ – Versuchspersonen wissen nicht, dass diese gemessen wird.
Ähnlich dazu ist ein direkter Effekt der Effekt eines Reizes auf die (instruierte) Antwort auf diesen Reiz. Ein indirekter Effekt ist ein nicht instruierter Effekt des Reizes auf das Verhalten. Dies wird manchmal gemessen, indem eine irrelevante oder ablenkende Komponente in den Reiz eingefügt wurde und dann der Effekt auf die Genauigkeit gemessen wird. Diese Effekte werden dann auf ihre relative Sensibilität hin verglichen: ein indirekter Effekt, der größer als der direkte Effekt ist, deutet auf die Existenz einer unbewussten Kognition hin.

## Visuelle Reize
Um die Effekte unterschwelliger Reize zu testen, werden Versuchspersonen oft mit bestimmten visuellen Reizen (oft Bildern) geprimt. Danach wird überprüft, ob unterschiedliche Reize unterschiedliche Antworten auslösen. Unterschwellige Reize wurden am meisten im Kontext von Emotionen erforscht. Im Speziellen haben sich Forscher besonders auf die Wahrnehmung von Gesichtern und wie unterschwellige Präsentation von verschiedenen Gesichtsausdrücken Emotionen beeinflussen konzentriert. Visuelle Reize wurden außerdem verwendet, um emotionsauslösende Reize und einfache geometrische Reize zu untersuchen. Sehr viele Studien wurden bisher durchgeführt, die die Effekte von unterschwellig präsentierten visuellen Reizen demonstrieren.

### Bilder
Einstellungen können entstehen ohne sich der Antezedensen bewusst zu sein. Versuchspersonen sahen Bilder von Personen, die vertraute tägliche Aktivitäten unternahmen, nachdem sie entweder einer emotional positiven Szene (ein romantisches Paar oder kleine Kätzchen) oder einer emotional negativen Szene (ein Werwolf oder eine Leiche) zwischen jedem Bild und dem nächsten ausgesetzt waren. Die Versuchspersonen nahmen die emotionalen Bilder nur als Lichtblitz wahr. Je nach positiver oder negativer Bedingung attribuierten die Versuchspersonen mehr positive oder mehr negative Persönlichkeitsmerkmale auf die gezeigten Personen. Trotz des statistischen Unterschieds hatten die unterschwelligen Botschaften weniger Auswirkung auf die Einschätzung der Personen als die physische Attraktivität.
Versuchspersonen zeigen Aktivität in der rechten Hälfte des Amygdala als Antwort auf unterschwellig induzierte Angst, während überschwellige (supraliminale; bewusst wahrgenommene) Angst stärker die linke Hälfte aktiviert. Personen wurde ein unterschwelliges Bild mit einer Anzeigedauer von 16,7 Millisekunden gezeigt, welches eine potentielle Gefahr darstellt. Danach wurde ein überschwelliges Bild mit einer Anzeigedauer von 0,5 Sekunden dargeboten. Überschwellige Angst zeigte eine länger anhaltende kortikale Aktivität, was darauf schließen lässt, dass unterschwellige Angst nicht bewusst wahrgenommen wird während überschwellige Angst tiefere Prozesse hervorruft.

### Emotionsauslösende Reize
Ein unterschwelliger sexueller Reiz hat verschiedene Effekte auf Männer und Frauen. Männer und Frauen wurde unterschwellig entweder ein sexuelles oder neutrales Bild gezeigt, woraufhin die sexuelle Erregung gemessen wurde. Forscher haben außerdem die kognitive Verfügbarkeit von Sex-ähnlichen Gedanken überprüft, entweder mithilfe einer Bildentscheidungsaufgabe oder einer lexikalischen Entscheidungsaufgabe („Ist das gezeigte Wort ein echtes Wort?“). Die Ergebnisse zeigten, dass der unterschwellige sexuelle Reiz keinen Effekt auf Männer hatte, aber bei Frauen die sexuelle Erregung verringerte. In den Bedingungen in der die Verfügbarkeit von Sex-ähnlichen Gedanken überprüft wurde, führte der unterschwellige sexuelle Reiz zu höherer Verfügbarkeit bei Männern und Frauen.
Unterschwellige Reize lösen zwar emotionale Änderungen aus, sind aber nicht nutzbar in einem therapeutischen Kontext. Studenten, die entweder Angst vor Spinnen hatten oder nicht, wurden entweder positiv, negativ oder neutral geprimt, sofort gefolgt von einem Bild einer Spinne oder Schlange. Mithilfe einer visuellen Analogskala bewerteten die Probanden die affektive Qualität des Bildes. Es wurde kein Beweis gefunden, dass unterschwelliges Priming unangenehme Gefühle moduliert. Die Studenten, die keine Angst vor Spinnen hatten, bewerteten die Spinnen als beängstigender, wenn sie negativ geprimt wurden. Solche Effekte wurden aber bei ängstlichen Studenten nicht gefunden.

### Einfache geometrische Reize
Laborstudien über unbewusste Wahrnehmung verwenden oft einfache Reize (wie geometrische Figuren oder Farben), in denen die Sichtbarkeit durch visuelle Masken kontrolliert wird. Beispielsweise müssen Probanden im Response Priming Paradigma auf einen Zielreiz (z. B. eine Raute oder ein Viereck) antworten, welcher unmittelbar nach einem maskierten Prime auftaucht (wieder eine Raute oder ein Viereck). Der Prime hat große Effekte auf die Antwortzeit. Ist der Prime gleich dem Zielstimulus, ist die Antwortzeit verringert, ist der Prime etwas anderes, ist die Antwortzeit verlängert. Die Prime Effekte können unterschieden werden von der visuellen Wahrnehmung des Primes, wenn der Prime nicht überzufällig genau identifiziert werden kann oder die Priming Effekte stärker werden, wenn die Prime Darbietungsdauer abnimmt.
Die Darbietung von geometrischen Figuren als unterschwellige Reize können auch unterschwellig unterschieden werden. Die geometrischen Figuren wurden auf Folien eines Tachistoskops dargeboten, gefolgt von einem überschwelligen Schock für eine bestimmte Folie bei jedem Erscheinen. Der Schock wurde nach 5 Sekunden verabreicht. Elektrische Spannungsänderungen der Haut des Probanden die vor der Verstärkung (oder keiner Verstärkung) bestanden haben, wurden gemessen. Die Proportion der elektrischen Spannungsänderung der Haut nach einem unterschwelligen visuellen Reiz waren signifikant größer als erwartet. Im Gegensatz dazu war die Proportion der elektrischen Spannungsänderung der Haut, die als Antwort auf einen nicht verstärkten Reiz folgte, signifikant weniger. Probanden waren also in der Lage, unterschwellige Unterscheidungen zu treffen.

### Wörter und nicht-Wörter Reize
Eine andere Form visueller Reize sind Wörter und nicht-Wörter. In verschiedenen Studien wurden Wörter und nicht-Wörter als unterschwellige Primes verwendet. Am besten funktionieren Primes dann, wenn die Wörter mehrere Male klassifiziert wurden, bevor sie als Prime verwendet werden. Wort Primes können auch von zuvor klassifizierten Wörtern zusammengesetzt werden, sodass sie ein neues Wort ergeben. In diesem Fall kann das Wort, das als Prime benutzt wird, eine gegenteilige Bedeutung der Worte, von denen es kam (den „Eltern“), haben. Nicht-Wörter die von vorhergehenden geübten Wörtern stammen haben einen ähnlichen Effekt, auch wenn sie unaussprechbar sind (z. B. nur die Konsonanten). Diese Primes verlängern die Antwortzeit für spätere Reize nur für eine sehr kurze Dauer (im Millisekundenbereich).

### Maskierung visueller Reize
Visuelle Reize werden oft vorwärts und rückwärts maskiert, sodass sie für eine längere Dauer dargeboten werden können, ohne dass der Proband in der Lage ist zu benennen, was der Prime ist. Eine Vorwärtsmaskierung wird vor dem Prime gezeigt und eine Rückwärtsmaskierung folgt dem Prime. Dies verhindert das Erkennen des Primes durch den Probanden.

## Auditive Reize

### Auditive Maskierung
Eine Methode einen unterschwelligen auditiven Reiz zu erstellen ist die Maskierung. Diese Methode bedeutet, dass der Zielreiz in irgendeiner Art und Weise versteckt wird. Unterschwellige auditive Reize haben nur einen kleinen Effekt auf Probanden. So wurden sprachähnliche Töne in einer Studie verwendet, um die Zielwörter zu maskieren. Die Studie fand einen Beweis für einen Priming-Effekt bei Unkenntnis des Reizes. Die Effekte dieser unterschwelligen Reize wurden nur in einer Ergebnisvariable entdeckt, während die Effekte durch bewusste Reize in mehreren Ergebnisvariablen zu sehen war. Dennoch bleibt die empirische Beweislage für unterschwellige auditive Reize auf menschliches Verhalten schwach: In einer experimentellen Studie über den Einfluss von unterschwelligen Zielwörtern (eingebettet in einem Lied) auf die Entscheidung für ein Getränk fanden die Autoren keinen Beweis für einen manipulativen Effekt.

### Selbsthilfe Audioaufnahmen
Eine Studie untersuchte die Effekte auf das Selbstkonzept in Rational-Emotiver Verhaltenstherapie und unterschwelliger auditiver Stimulation (separat und kombiniert) an 141 Studenten mit Selbstkonzeptproblemen. Sie wurden zufällig auf vier Gruppen aufgeteilt, die entweder Rational-Emotive Verhaltenstherapie, unterschwellige Stimulation, beides oder eine Placebo-Behandlung erhalten haben. Rational-Emotive Verhaltenstherapie verbesserte die Werte bei allen abhängigen Variablen (Kognition, Selbstkonzept, Selbstvertrauen, Angst), außer bei Verhalten. Die Ergebnisse der Gruppe, die unterschwellige Stimulation bekommen hatte, waren ähnlich der Gruppe mit der Placebo Behandlung bis auf eine signifikante Verbesserung des Selbstkonzepts und eine Verringerung von mit Selbstkonzept verwandten irrationalen Gedanken. Die kombinierte Behandlung lieferte ähnliche Ergebnisse wie Rational-Emotive Verhaltenstherapie allein mit vorläufigen Hinweisen für eine anhaltende Verbesserung der irrationalen Kognition und des Selbstkonzepts vom „Posttest“ zum „follow-up“.
Eine andere Studie untersuchte die Effekte von Selbsthilfekassetten auf Selbstvertrauen und Gedächtnis. Freiwillige, welche ihr Selbstvertrauen und Gedächtnis verbessern wollten, wurden rekrutiert und absolvierten mehrere Selbstvertrauen- und Gedächtnistests, bevor eine Selbsthilfekassette ausgehändigt wurde. Probanden wurde entweder eine Selbstvertrauen-Kassette oder eine Gedächtnis-Kassette ausgehändigt, von denen aber jeweils die Hälfte eine falsche Aufschrift hatte. Nachdem die Probanden täglich für fünf Wochen die Kassetten hörten, kamen sie zurück um die Selbstvertrauen- und Gedächtnistests wieder abzulegen. Es gab keinen signifikanten Unterschied vom ersten Test zum Zweiten, jedoch dachten die Probanden ihr Selbstvertrauen oder ihr Gedächtnis hätte sich verbessert, je nachdem welche Kassette sie dachten, zu haben. Der Effekt war derselbe für Personen, die Kassetten mit einer falschen Beschriftung hatten (diejenigen, die Kassetten mit der Aufschrift „Selbstvertrauen“ hatten berichteten mehr Selbstvertrauen, die Personen mit den Kassetten mit der Aufschrift „Gedächtnis“ berichteten besseres Gedächtnis). Dieser Effekt wird oft Placeboeffekt genannt. Es gibt mehrere Studien, die unterschwellige Selbsthilfe mit unterschiedlichen Maßen untersuchen, jedoch mit ähnlichen Ergebnissen.

## Konsum und Fernsehen
Einige Studien haben die Effizienz von unterschwelligen Botschaften im Fernsehen untersucht. Unterschwellige Botschaften haben nur ein Zehntel der Effekte, die bemerkte Botschaften haben und die Ergebnisse bezüglich der unterschwelligen Botschaften waren relativ zweideutig. Zudem waren positive Bewertungen bezüglich Werbungen nicht beeinflusst durch unterschwellige Botschaften in den Werbungen.
Karremans schlägt vor, dass unterschwellige Nachrichten dann einen Effekt haben, wenn sie zielrevelant sind. Er führte eine Studie durch, welche untersuchte, ob unterschwelliges Priming auf einen Markennamen eines Getränks die Entscheidung einer Person beeinflussen würde und ob dieser Effekt durch das Durstempfinden der Person moderiert wird. Unterschwelliges Priming einer Getränkemarke (Lipton Ice) brachte durstige Probanden dazu, die Marke auszuwählen. Probanden, die jedoch nicht durstig waren, wurden nicht durch die unterschwellige Botschaft beeinflusst. In einer anderen Studie waren Probanden durstiger, wenn sie eine Episode der Serie Die Simpsons mit Einzelbildern des Wortes “thirsty” („durstig“) oder einem Bild einer Coca-Cola Dose sahen. Einige Studien fanden einen größeren Effekt unterschwelligen Botschaften, in dem bis zu 80 % der Probanden eine Präferenz für einen bestimmten Rum angaben, wenn diese unterschwellig geprimt wurden, indem der Name rückwärts in einer Werbung angezeigt wurde.
Viele Autoren bekräftigen weiterhin die Effektivität unterschwelliger Hinweise auf eine Verhaltensänderung im Konsum der Probanden und meinen, der Großteil von Verhaltensveränderungen wäre durch Umweltreize. Autoren, die diese Position unterstützen zitieren Ergebnisse, wonach langsame Musik in einem Supermarkt mit erhöhten Verkaufszahlen und langsameren Bewegungen der Kunden einherging. Ergebnisse wie diese unterstützen die Ansicht, dass externale Reize Verhalten beeinflussen können, auch wenn der Reiz nicht in die strenge Definition von „unterschwellig“ passt. Am Beispiel der Musik wäre dies, dass, auch wenn die Kunden die Musik nicht bewusst wahrgenommen haben, diese mit Sicherheit hören konnten.
Unterschwellige Botschaften sind verboten in Werbungen in England.